# Choix social computationnel
 (mai 2025).
Le choix social computationnel (en anglais : computational social choice) est un domaine interdisciplinaire à l’intersection de la théorie du choix social, de l’informatique théorique et de l’analyse des systèmes multi-agents. On y retrouve notamment les problèmes liés à l’agrégation des préférences d’un groupe d’agents d'un point de vue computationnel. En particulier, le choix social computationnel s’intéresse au calcul efficace des résultats des règles de vote, à la complexité computationnelle de diverses formes de manipulations (vote utile et autres), ainsi qu'aux problèmes liés à la représentation et l’obtention des préférences dans des contextes combinatoires.